# آب‌انبار استرک
آب‌انبار استرک مربوط به دوره صفوی است و در شهرستان کاشان، بخش مرکزی، دهستان کوهپایه، روستای استرک واقع شده و این اثر در تاریخ ۲ مرداد ۱۳۸۷ با شمارهٔ ثبت ۲۳۰۲۴ به‌عنوان یکی از آثار ملی ایران به ثبت رسیده است.